# Балаган (фільм)
«Балага́н» — український радянський повнометражний художній фільм режисера Андрія Бенкендорфа, знятий на кіностудії ім. Олександра Довженка (Третє творче об'єднання). Режисер-постановник Андрій Бенкендорф вважав фільм «Балаган» найулюбленішим із власних творів.

## Сюжет
Головний герой фильму — талановитий поет Іван, чия щира обдарованість ні в кого не викликає сумніву. Але ліричний напрямок його творчості, далекий від кон'юнктури доби перебудови, не приносить поетові ані визнання, ані грошей. У 40 років він є автором єдиної збірки віршів, обтяжений боргами, не знаходить порозуміння з дружиною. Проте Іван не може примусити себе слідувати «розумним порадам» пристосуванців від літератури, а радше знаходить забуття в пияцтві разом із трагікомічним приятелем Сократом. Він бачить, як легко люди навколо нього йдуть на зраду заради кращого життя — приміром, молодий красень Ігор, який виставляв себе поборником принципів і бунтівником, але кинув кохану жінку, аби вигідно одружитися з дочкою головного редактора. Сам Іван при цьому не здатний вирватися з замкненого кола, що нагадує балаганну карусель… Фільм показує поневіряння характерного персонажу пізньої радянської доби — здібного і чесного, але слабкодухого інтелігента. До тканини сюжету включено сни героя, що надають твору певної містичності.

## Виконавці ролей
- Володимир Єрьомін — Іван
- Валерій Івченко — Сократ
- Людмила Єфименко — Ольга, дружина Івана
- Ольга Єгорова — Ліка, працівниця редакції, коханка Івана
- Анатолій Хостікоєв — Ігор
- Віктор Цимбаліст — «Майстер», успішний і заможний поет, який вважає себе вчителем Івана
- Василь Фущич — редактор
- Марія Мішуріна — Ганночка, закохана в Ігоря
- Сергій Підгорний — сільський бульдозерист

## Знімальна група

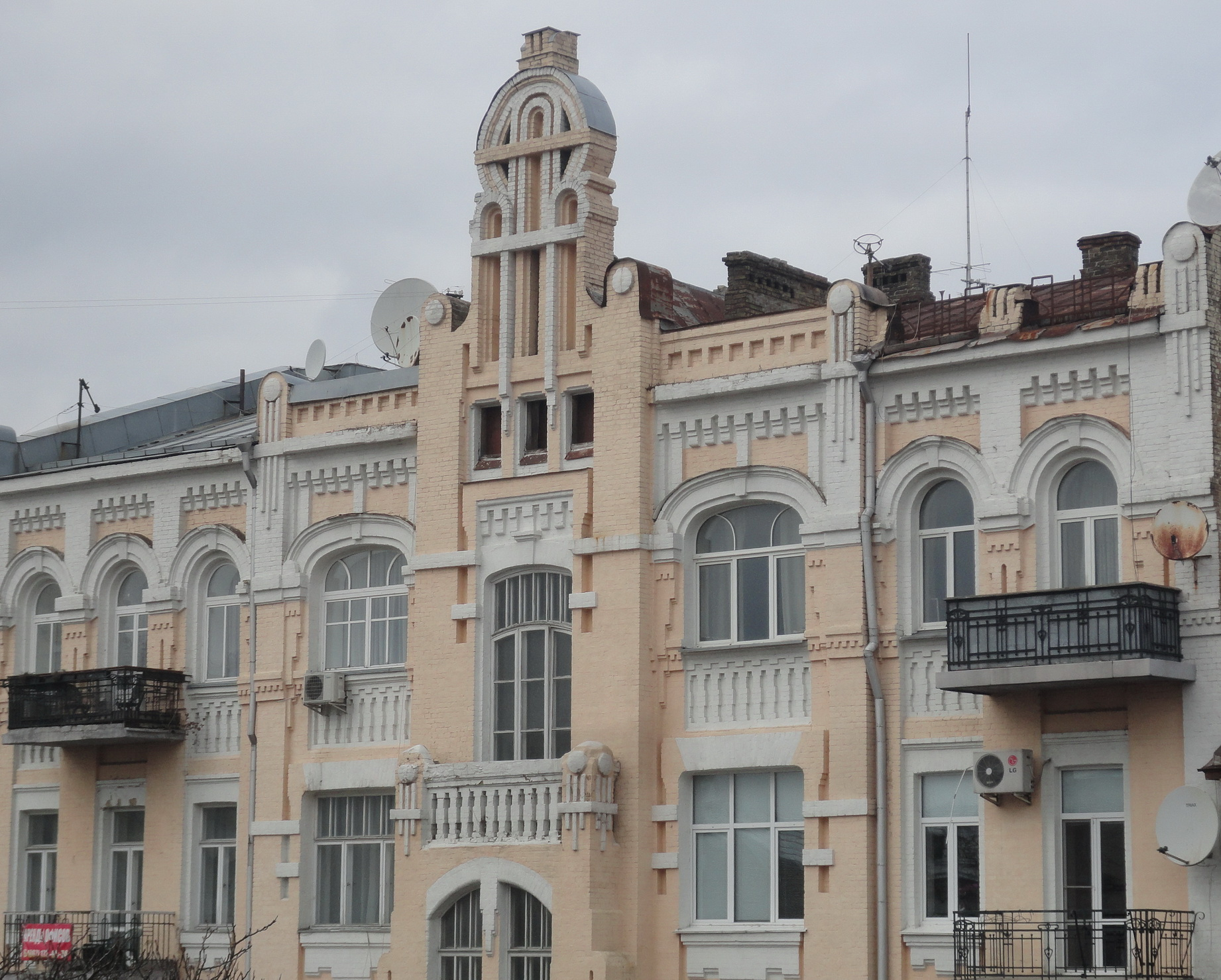
У центрі — балкон над еркером будинку по вул. Ярославів Вал, 4, де було знято епізод фільму «Балаган»

- Автор сценарію — Георгій Шевченко
- Режисер-постановник — Андрій Бенкендорф
- Головний оператор — Григорій Булкот
- Оператор-постановник — Володимир Гутовський
- Художник-постановник — Віталій Лазарєв
- Режисер — Юрій Жариков
- Композитор — Ігор Поклад
- Пісні на слова Олександра Вратарьова
- Виконавець — Володимир Удовиченко
- Звукооператор — Наталя Домбругова
- Директор фільму — Ігор Чаленко

## Місця зйомок
Натурні зйомки проводилися на вулицях Києва (Андріївський узвіз, Басейна, Шота Руставелі та ін.) і в приміській смузі. Зокрема, в ролі будинку, де жив Іван, обрали дім по вулиці Ярославів Вал, 4. В фільмі можна бачити його інтер'єри; одну із сцен пияцтва Івана і Сократа знято на балконі з цегляними перилами над центральним еркером цього будинку (вихід на балкон — зі сходової клітини). Весілля Ігоря з дочкою головного редактора відбувалося в ресторані «Краків» на Берестейському проспекті.